# Careoradula perelegans
Careoradula perelegans – gatunek oddychającego powietrzem ślimaka lądowego z rodziny Streptaxidae.
Careoradula perelegans to jedyny gatunek z rodzaju Careoradula.
Nazwa rodzajowa Careoradula składa się z łacińskiego słowa careo, które oznacza „brakujący”, oraz słowa radula – „tarka”.

## Rozprzestrzenienie
Careoradula perelegans jest gatunkiem endemicznym na Seszelach.

## Opis
Muszla ma kształt zbliżony do dysku. Jest skręcona 6–8 razy. Na muszli posiada regularne żebra. Dołek osiowy jest otwarty.
Szerokość muszli wynosi 4,4 – 6,1 mm. Jej wysokość to z kolei 1,9 – 3,1 mm.
Kolor ciała gastropoda jest bladożółty.
Układ pokarmowy: Careoradula perelegans jest wyjątkowy wśród innych Streptaxidae, ponieważ nie ma tarki, odontoforu ani mięśni retrakcyjnych związanych z tymi strukturami. Jest to pierwszy znany mięczak lądowy i pierwszy płucodyszny ślimak bez tarki. Zamiast tego Careoradula perelegans ma silne, umięśnione wały między otworem gębowym a przełykiem.

## Ekologia
Careoradula perelegans żywi się padliną. Zauważono, że żeruje na martwym ślimaku Subulina octona. Gastropod wynicowuje znacznych rozmiarów rostrum, który jest obecny w przedniej części przełyku wszystkich mięsożernych ślimaków i wykorzystuje jedynie perystaltykę mięśni zamiast rozcierania pokarmu przy pomocy tarki.